# Трибаллы

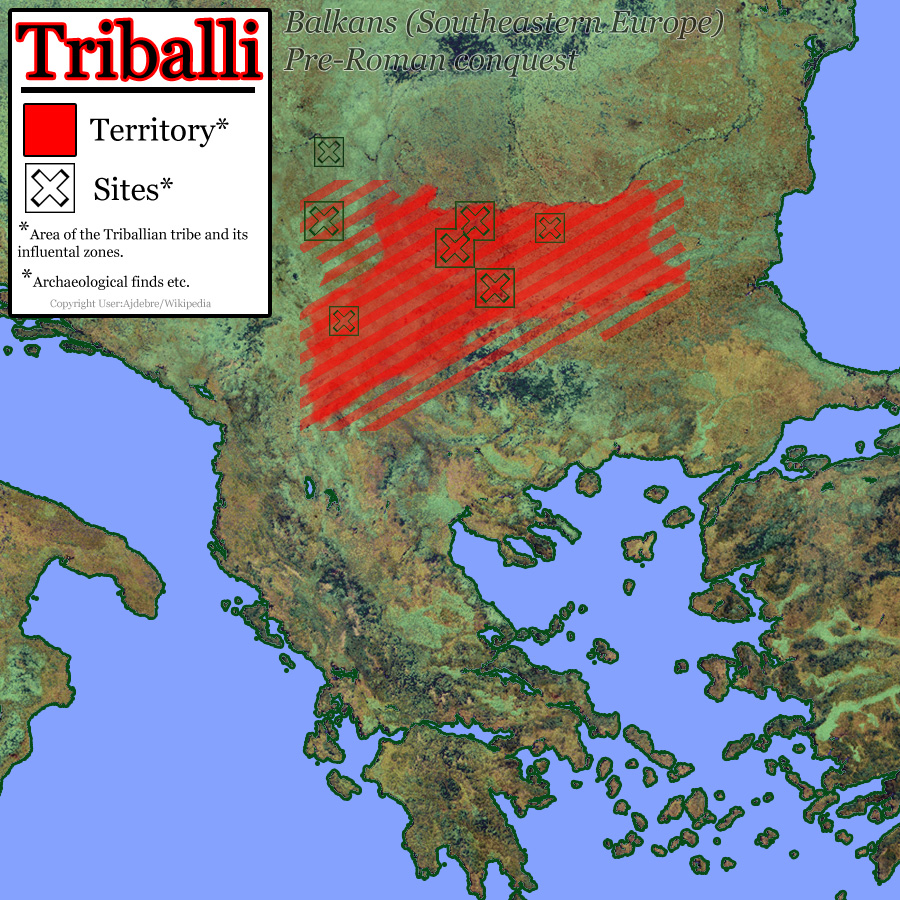
Примерная территория расселения трибаллов.

Триба́ллы — одно из племён, проживавших на территории Мёзии в период Античности.
Впервые упомянуты Геродотом. Населяли северную Фракию между Нижним Дунаем и Балканскими горами. Ряд древних авторов (в первую очередь Страбон и Диодор Сицилийский) отождествляли трибаллов с фракийцами как таковыми, но уже Стефан Византийский помещал их в число иллирийцев. По некоторым данным, могли представлять собой конфедерацию племён. На протяжении V—IV веков до н. э. неоднократно сражались против одрисов и угрожали греческим городам на побережье Адриатического моря. В частности, в 424 году до н. э. ими были разбиты напавшие на них одрисы под командованием царя Ситалка, а в 376 году до н. э. большая группа трибаллов перешла Балканские горы и осадила Абдеры, причём город был спасён только благодаря вмешательству афинского флота.
В 339 году до н. э. произошло столкновение трибаллов с войсками Филиппа II Македонского, возвращавшимися из похода против скифов, в котором македонский царь был серьёзно ранен, а часть македонской добычи захвачена трибаллами. Весной 335 года до н. э. трибаллы совершили нападение на македонские гарнизоны, после чего Александр Македонский начал широкомасштабную кампанию против них. Размах военных действий был обусловлен необходимостью обеспечить безопасность северных границ царства ввиду планировавшегося похода на Персию. В итоге трибаллы под командованием царя Сирма потерпели тяжёлое поражение и фактически были покорены македонянами, хотя Сирм нашёл убежище на дунайском острове Певка. Вместе с тем известно, что трибаллы поднимали восстания даже в период 135-84 годов до н. э., когда Македония уже была древнеримской провинцией, а последние упоминания о них относится к III веку н. э.: Максимин I Фракиец, один из солдатских императоров, был некоторое время командиром подразделения трибаллов, а император Диоклетиан получил письмо от трибалльских вождей. Клавдий Птолемей отмечал, что в его время территория проживания трибаллов ограничивалась реками Циабрус (англ. Tsibritsa; лат. Ciabrus) и Утус (лат. Utus).